# Francesc Romeu i Martí
Francesc Joaquim Romeu i Martí (Silla, 1974) és un advocat i polític valencià.

## Biografia
Llicenciat en dret per la Universitat de València l'any 1995, s'inicia en política com a regidor al seu poble pel Partit Socialista del País Valencià (PSPV) entre 1995 i 1999. L'any 2000, en plena crisi del partit, Romeu s'incorpora a la gestora com a secretari d'organització del PSPV.
També l'any 2000 resulta elegit diputat al Congrés espanyol a les eleccions generals de 2000 per València. Finalitzada la legislatura va ser nomenat director de la Fundació Jaime Vera (2004-2009), un centre de formació del PSOE.
Francesc Romeu va intentar accedir a la secretaria general del PSPV en dues ocasions. La primera al XIè Congrés Nacional de 2008 en què s'enfrontà a Jorge Alarte i a Ximo Puig, tot i que finalment s'integrà a la candidatura de Puig que va perdre front a la d'Alarte per un estret marge de 20 vots. El pacte entre Romeu i Puig es repeteix al Congrés de 2012 que en aquesta ocasió sí que aconsegueixen apartar a Alarte de la direcció del partit, esdevenint Ximo Puig secretari general i Francesc Romeu portaveu de l’executiva amb rang de vice-secretari general.
El 2017, ja amb el PSPV i Ximo Puig al govern de la Generalitat Valenciana, és nomenat directiu de l'empresa pública Ferrocarrils de la Generalitat Valenciana, càrrec que abandonà un any i mig més tard. En 2021 s'incorpora al Consell Rector de Puertos del Estado, organisme depenent del Ministeri de Foment dirigit aleshores pel també valencià José Luís Ábalos.
El 2024, en el marc de les investigacions judicials del cas Koldo, Romeu va aparèixer relacionat amb algunes de les persones implicades amb aquest cas de corrupció.